# Eolacertilia
Eolacertilia fue un orden de saurópsidos extintos que vivieron desde el Pérmico hasta el Triásico. Estaban estrechamente emparentados con los lepidosaurios (lagartos, serpientes y tuátaras) y ambos forman la infraclase Lepidosauromorpha. Sus alas se distinguen de otros saurópsidos voladores debido a que eran realmente extensiones de piel sostenida por puntales de hueso similares a costillas. Incluye dos grupos extintos, la familia Kuehneosauridae y el género Paliguana. Fueron descritos por el biólogo Robinson en 1967. El fósil más antiguo es el género Pamelina.

## Grupos

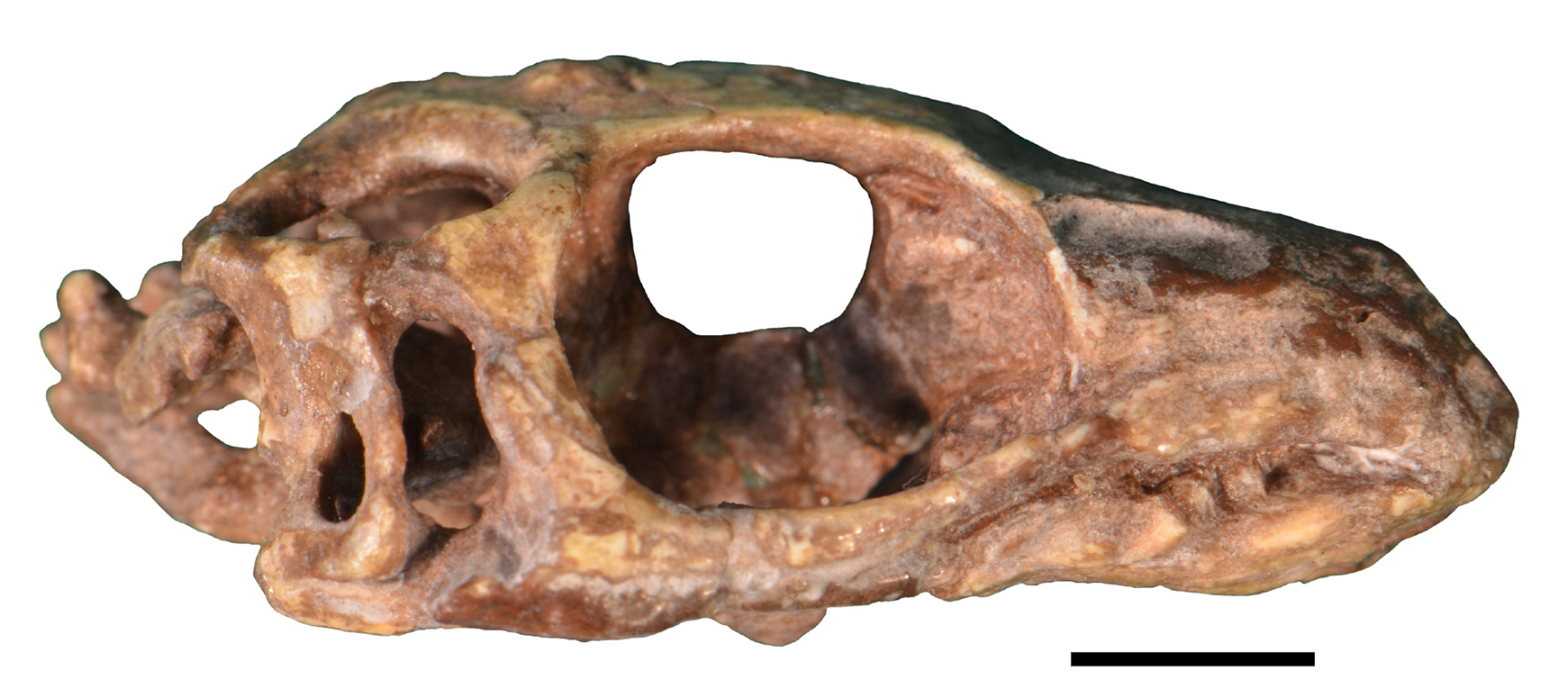
Cráneo de Paliguana.

- Género Paliguana †
- Familia Kuehneosauridae †
  - Género Icarosaurus †
  - Género Kuehneosaurus †
  - Género Kuehneosuchus †
  - Género Pamelina †
  - Género Perparvus †
  - Género Rhabdopelix †